# Rosia (torrente)
Il Rosia è un torrente della provincia di Siena, in Toscana.
Il corso d'acqua nasce sul poggio Cetinone della Montagnola Senese, nel territorio comunale di Casole d'Elsa. Dopo avere attraversato parte del comune di Chiusdino, il torrente prosegue per 15 km nel comune di Sovicille. Durante il suo tragitto lambisce il castello di Montarrenti, passa sotto al medievale Ponte della Pia, tocca i borghi di Rosia, Torri e Stigliano, e va infine a confluire nel fiume Merse in località Molino del Palazzo, nei pressi di Orgia.